# Malutinisuchus
Malutinisuchus — вимерлий рід архозавроморфів. Рід був названий у 1986 році з описом типового виду M. gratus. Malutinisuchus відомий із середньотріасових відкладень ладинського віку в місцезнаходженнях Букобай і Рассипная в Оренбурзькій області Росії. У Росії відклади цього віку відносять до Букобайського горизонту.